# Pilar de Lusarreta
Pilar de Lusarreta (1903–1967) fue una escritora, poeta, crítica literaria, crítica de arte, periodista, locutora argentina, coautora de varias obras con su esposo y colega Arturo Cancela.
Desarrolló innumerables actividades culturales, como en la radio, en el personal de Radio Splendid. Fue colaboradora de la revista ABC, de Cuba. organizada en oposición a la SADE allí tuvo oportunidad de actuar junto a nombres del pensamiento nacional y particularmente vinculados al naciente movimiento peronista como Arturo Cancela —su secretario general— y Manuel Gálvez, Carlos Obligado, Arturo Jauretche, Pilar de Lusarreta, Ramón Doll, Leopoldo Marechal, Carlos de Jovellanos y Pareyro, Rafael Jijena Sánchez, Carlos Abregú Virreira, Atilio García Mellid, Luis Tenti Rocamora y un juvenil José María Castiñeira de Dios. Tras el derrocamiento de Perón entraría en las listas negras de la Revolución Libertadora, debiendo exiliarse en España.
Junto con su esposo realizó los diálogos para la película Petróleo estrenada en 1940 dirigida por Arturo S. Mom.

## Algunas publicaciones
- pilar de Lusarreta. 1932. En la oficina: un acto de Pilar de Lusarreta. 6 pp.

- ----------------------, Arturo Cancela. «Carnaval de 88. Escenas cinematográficas». En: La Nación (Buenos Aires), 15 de noviembre 1942

### Libros
- pilar de Lusarreta, pedro luis Barcia. 1999. Cinco dandys porteños. Biblioteca del pensamiento nacional. Ediciones Continente, 189 pp. ISBN 950-754-047-4

- ----------------------. 1976. Digo vida y no muerte. Editor F. A. Colombo, 62 pp.

- ----------------------. 1972. Conferencias. Editor T. Rocamora, 190 pp.

- ----------------------. 1971a. Hombres en mi vida (obra póstuma). Editor Plus Ultra, 109 pp.

- ----------------------. 1971b. Cuentos criollos y otros. Volumen 6 de Biblioteca pedagógica: Extensión literaria de la sección 4. Editorial Guadalupe, 198 pp.

- ----------------------. 1970a. Crónicas bibliográficas: (autores y libros). Editor Plus Ultra, 166 pp.

- ----------------------. 1970b. Los sueños de unos días de verano: y otros relatos. Ediciones Troquel, 142 pp.

- ----------------------. 1968a. El espejo de acero: imágenes de pasión, de locura y de muerte. Latin American documents. 3ª edición de Librería y Editorial Colmegna, 251 pp.

- ----------------------. 1968b. Autores y libros. Editorial Stilcograf, 166 pp.

- ----------------------. 1968c. Dos más dos igual a dos: (teatro). Volumen 39 de Biblioteca Cajica de cultura universal. Con Arturo Cancela. Editorial J.M. Cajica, 427 pp.

- ----------------------. 1964. El manto de Noé: cuentos. Ediciones Dintel, 115 pp.

- ----------------------. 1961. Potro blanco; novela. Mujer en la ficción. Editorial Goyanarte, 121 pp.

- ----------------------. 1955. Niño Pedro. América en la novela. Editor G. Kraft, 256 pp. Reimpresa BiblioBazaar, 2008, 256 pp. ISBN 0-559-45420-1

- ----------------------, Arturo Cancela. 1949. Alondra. 90 pp.

- ----------------------. 1937. Iconología de Manuelita. Editor "El Ateneo", 55 pp.

- ----------------------. 1935. Celimena sin corazón. Editor Talleres Gráficos Argentinos de L. J. Rosso, 140 pp.

- ----------------------. 1921. Caín. Editor Novela de la Juventud, 19 pp.

## Honores
- La Sociedad General de Autores de la Argentina en su honor, instituyó el "Premio ARGENTORES Pilar de Lusarreta".[5]